# Giro de Lombardía 2016
La 110.ª edición del Giro de Lombardía fue una carrera ciclista que se disputó el 1 de octubre de 2016 sobre un recorrido 240 kilómetros entre Como y Bérgamo. Fue la última carrera del UCI WorldTour 2016 del calendario de máxima categoría mundial.
La carrera fue ganada por el corredor colombiano Esteban Chaves del equipo Orica-BikeExchange, en segundo lugar Diego Rosa (Astana) y en tercer lugar Rigoberto Urán (Cannondale-Drapac).

## Recorrido
Para celebrar la 110.ª edición de la carrera, RCS Sport propuso un nuevo recorrido, más difícil que los años anteriores, con 4 400 m de desnivel, frente a los 3 500 en 2015 y los 3 400 en 2014. 
Después de la salida de Como y unos diez kilómetros hasta Cantù, la carrera se dirigió hacia el noreste, hasta el Lago de Como. A partir de Onno, los corredores bordearon el lago hacia Bellagio, que fue el punto de partida de la subida a Madonna del Ghisallo. Luego, la carretera bajó hasta Asso. Posteriormente, hubo una ligera subida de 9 km, una parte llana, la subida de Colle Brianza, su bajada y unos treinta kilómetros suavemente ondulados. Los organizadores programaron posteriormente el encadenamiento de cinco puertos: el Valico di Valcava que se componía de 14 curvas de herradura, la subida a  Berbenno, el Sant'Antonio Abandonato, el Miragolo San Salvatore (dos subidas inéditas) y la subida hacia Selvino. Luego, el recorrido baja hasta Nembro, que está a 14,7 km de la llegada. El final fue llano, salvo una corta subida a cinco kilómetros de meta, en la ciudad de Bergame.
Los dos puertos inéditos fueron descubiertos por corredores locales, indicó el director técnico Stefano Allocchio. Este añadido "devuelve el recorrido aún más selectivo" según el director de la carrera Mauro Vegni, quién espera "los mejores corredores" y "una gran carrera".
La carrera tiene los siguientes puertos:
| Puertos de la carrera | Puertos de la carrera   | Puertos de la carrera | Puertos de la carrera | Puertos de la carrera | Puertos de la carrera | Puertos de la carrera |
| Número                | Subida                  | Longitud (km)         | Pendiente media       | Mayor pendiente       | Kilómetro             |                       |
| --------------------- | ----------------------- | --------------------- | --------------------- | --------------------- | --------------------- | --------------------- |
| 1                     | Madonna del Ghisallo    | 8,58                  | 6,2 %                 | 14 %                  | 174,9                 |                       |
| 2                     | Colle Brianza           |                       |                       |                       | 143,8                 |                       |
| 3                     | Valico di Valcava       | 11,65                 | 8 %                   | 17 %                  | 96,4                  |                       |
| 4                     | Berbenno                | 6,5                   | 5,07 %                |                       | 70,2                  |                       |
| 5                     | Sant'Antonio Abandonato | 6,5                   | 8,9 %                 | 15 %                  | 57,4                  |                       |
| 6                     | Miragolo San Salvatore  | 8,7                   | 7 %                   | 11 %                  | 39,4                  |                       |
| 7                     | Selvino                 | 6,9                   | 5,4 %                 | 9 %                   | 27                    |                       |
| 8                     | Bérgamo (Bergamo Alta)  | 1,15                  | 7,9 %                 | 12 %                  | 3,3                   |                       |

## Equipos participantes
Tomaron parte en la carrera 25 equipos: los 18 UCI ProTeam (al tener asegurada y ser obligatoria su participación), más 7 equipos Profesionales Continentales invitados por la organización.
| WorldTeams (18)- AG2R La Mondiale - Astana - BMC Racing Team - Cannondale-Drapac - Dimension Data - Etixx-Quick Step - FDJ - Giant-Alpecin - IAM Cycling - Katusha - Lampre-Merida - Lotto NL-Jumbo - Lotto-Soudal - Movistar Team - Orica-BikeExchange - Sky - Tinkoff - Trek-Segafredo Equipos continentales profesionales (7)- Androni Giocattoli-Sidermec - Bardiani CSF - CCC Sprandi Polkowice - Cofidis, Solutions Crédits - Gazprom-RusVelo - Nippo-Vini Fantini - Wilier Triestina-Southeast |
| |

## Clasificación final
- Las clasificaciones finalizaron de la siguiente forma:[7]

| \| Clasificación general \| Clasificación general \| Clasificación general \| Clasificación general \| Clasificación general \| \| Ciclista \| Ciclista \| Equipo \| Tiempo \| \| \| --------------------- \| --------------------- \| --------------------------- \| --------------------- \| --------------------- \| \| 1.º \| Esteban Chaves \| Orica-BikeExchange \| 6 h 26 min 36 s \| \| \| 2.º \| Diego Rosa \| Astana \| + 0 s \| \| \| 3.º \| Rigoberto Urán \| Cannondale-Drapac \| + 0 s \| \| \| 4.º \| Romain Bardet \| AG2R La Mondiale \| + 6 s \| \| \| 5.º \| Davide Villella \| Cannondale-Drapac \| + 1 min 19 s \| \| \| 6.º \| Alejandro Valverde \| Movistar Team \| + 1 min 24 s \| \| \| 7.º \| Robert Gesink \| LottoNL-Jumbo \| + 1 min 24 s \| \| \| 8.º \| Warren Barguil \| Giant-Alpecin \| + 1 min 24 s \| \| \| 9.º \| Alessandro De Marchi \| BMC Racing Team \| + 1 min 24 s \| \| \| 10.º \| Pierre Latour \| AG2R La Mondiale \| + 1 min 24 s \| \| \| 11.º \| Fabio Aru \| Astana \| + 1 min 26 s \| \| \| 12.º \| Gianluca Brambilla \| Etixx-Quick Step \| + 2 min 04 s \| \| \| 13.º \| Rodolfo Torres \| Androni Giocattoli-Sidermec \| + 2 min 05 s \| \| \| 14.º \| Giovanni Visconti \| Movistar Team \| + 2 min 42 s \| \| \| 15.º \| Rui Alberto Costa \| Lampre-Merida \| + 5 min 02 s \| \| \| 16.º \| Matvey Mamykin \| Katusha \| + 5 min 02 s \| \| \| 17.º \| Rudy Molard \| Cofidis, Solutions Crédits \| + 5 min 02 s \| \| \| 18.º \| Darwin Atapuma \| BMC Racing Team \| + 5 min 33 s \| \| \| 19.º \| Bauke Mollema \| Trek-Segafredo \| + 6 min 24 s \| \| \| 20.º \| Jakob Fuglsang \| Astana \| + 6 min 36 s \| \| |                      |                             |                 |
| |                      |                             |                 |
| Fuentes: ProCyclingStats Cycling Quotient |                      |                             |                 |
| Clasificación general |                      |                             |                 |
| Ciclista | Ciclista             | Equipo                      | Tiempo          |
| 1.º | Esteban Chaves       | Orica-BikeExchange          | 6 h 26 min 36 s |
| 2.º | Diego Rosa           | Astana                      | + 0 s           |
| 3.º | Rigoberto Urán       | Cannondale-Drapac           | + 0 s           |
| 4.º | Romain Bardet        | AG2R La Mondiale            | + 6 s           |
| 5.º | Davide Villella      | Cannondale-Drapac           | + 1 min 19 s    |
| 6.º | Alejandro Valverde   | Movistar Team               | + 1 min 24 s    |
| 7.º | Robert Gesink        | LottoNL-Jumbo               | + 1 min 24 s    |
| 8.º | Warren Barguil       | Giant-Alpecin               | + 1 min 24 s    |
| 9.º | Alessandro De Marchi | BMC Racing Team             | + 1 min 24 s    |
| 10.º | Pierre Latour        | AG2R La Mondiale            | + 1 min 24 s    |
| 11.º | Fabio Aru            | Astana                      | + 1 min 26 s    |
| 12.º | Gianluca Brambilla   | Etixx-Quick Step            | + 2 min 04 s    |
| 13.º | Rodolfo Torres       | Androni Giocattoli-Sidermec | + 2 min 05 s    |
| 14.º | Giovanni Visconti    | Movistar Team               | + 2 min 42 s    |
| 15.º | Rui Alberto Costa    | Lampre-Merida               | + 5 min 02 s    |
| 16.º | Matvey Mamykin       | Katusha                     | + 5 min 02 s    |
| 17.º | Rudy Molard          | Cofidis, Solutions Crédits  | + 5 min 02 s    |
| 18.º | Darwin Atapuma       | BMC Racing Team             | + 5 min 33 s    |
| 19.º | Bauke Mollema        | Trek-Segafredo              | + 6 min 24 s    |
| 20.º | Jakob Fuglsang       | Astana                      | + 6 min 36 s    |

## UCI World Tour
El Giro de Lombardía otorga puntos para el UCI WorldTour 2016, para corredores de equipos en las categorías UCI ProTeam, Profesional Continental y Equipos Continentales. La siguiente tabla corresponde al baremo de puntuación:
| Posición   | 1º  | 2º | 3º | 4º | 5º | 6º | 7º | 8º | 9º | 10º |
| Puntuación | 100 | 80 | 70 | 60 | 50 | 40 | 30 | 20 | 10 | 4   |

| Posición | Ciclista             | Equipo             | Puntos |
| -------- | -------------------- | ------------------ | ------ |
| 1.º      | Esteban Chaves       | Orica-BikeExchange | 100    |
| 2.º      | Diego Rosa           | Astana             | 80     |
| 3.º      | Rigoberto Urán       | Cannondale-Drapac  | 70     |
| 4.º      | Romain Bardet        | Ag2r La Mondiale   | 60     |
| 5.º      | Davide Villella      | Cannondale-Drapac  | 50     |
| 6.º      | Alejandro Valverde   | Movistar           | 40     |
| 7.º      | Robert Gesink        | LottoNL-Jumbo      | 30     |
| 8.º      | Warren Barguil       | Giant-Alpecin      | 20     |
| 9.º      | Alessandro De Marchi | BMC Racing         | 10     |
| 10.º     | Pierre Latour        | Ag2r La Mondiale   | 4      |

Además, también otorgó puntos para el UCI World Ranking (clasificación global de todas las carreras internacionales).
| Posición   | 1º  | 2º  | 3º  | 4º  | 5º  | 6º  | 7º  | 8º  | 9º  | 10º |
| Puntuación | 500 | 400 | 325 | 275 | 225 | 175 | 150 | 125 | 100 | 85  |

| Posición | Ciclista             | Equipo             | Puntos |
| -------- | -------------------- | ------------------ | ------ |
| 1.º      | Esteban Chaves       | Orica-BikeExchange | 500    |
| 2.º      | Diego Rosa           | Astana             | 400    |
| 3.º      | Rigoberto Urán       | Cannondale-Drapac  | 325    |
| 4.º      | Romain Bardet        | Ag2r La Mondiale   | 275    |
| 5.º      | Davide Villella      | Cannondale-Drapac  | 225    |
| 6.º      | Alejandro Valverde   | Movistar           | 175    |
| 7.º      | Robert Gesink        | LottoNL-Jumbo      | 150    |
| 8.º      | Warren Barguil       | Giant-Alpecin      | 125    |
| 9.º      | Alessandro De Marchi | BMC Racing         | 100    |
| 10.º     | Pierre Latour        | Ag2r La Mondiale   | 85     |